# Tomaj
Tomaj este o localitate din comuna Sežana, Slovenia, cu o populație de 345 de locuitori.